# Ozark County
Ozark County är ett administrativt område i delstaten Missouri, USA. Den administrativa huvudorten (county seat) är Gainesville. Ozark County är döpt efter bergsområdet Ozark. Från 1843 till 1845 hette området Decatur County, efter kommendör Stephen Decatur.

## Geografi
Enligt United States Census Bureau så har countyt en total area på 1 956 km². 1 922 km² av den arean är land och 33 km² är vatten.    

### Angränsande countyn
- Douglas County - norr
- Howell County - öst
- Fulton County, Arkansas - sydost
- Baxter County, Arkansas - söder
- Marion County, Arkansas - sydväst
- Taney County - väst